# 贾蓉

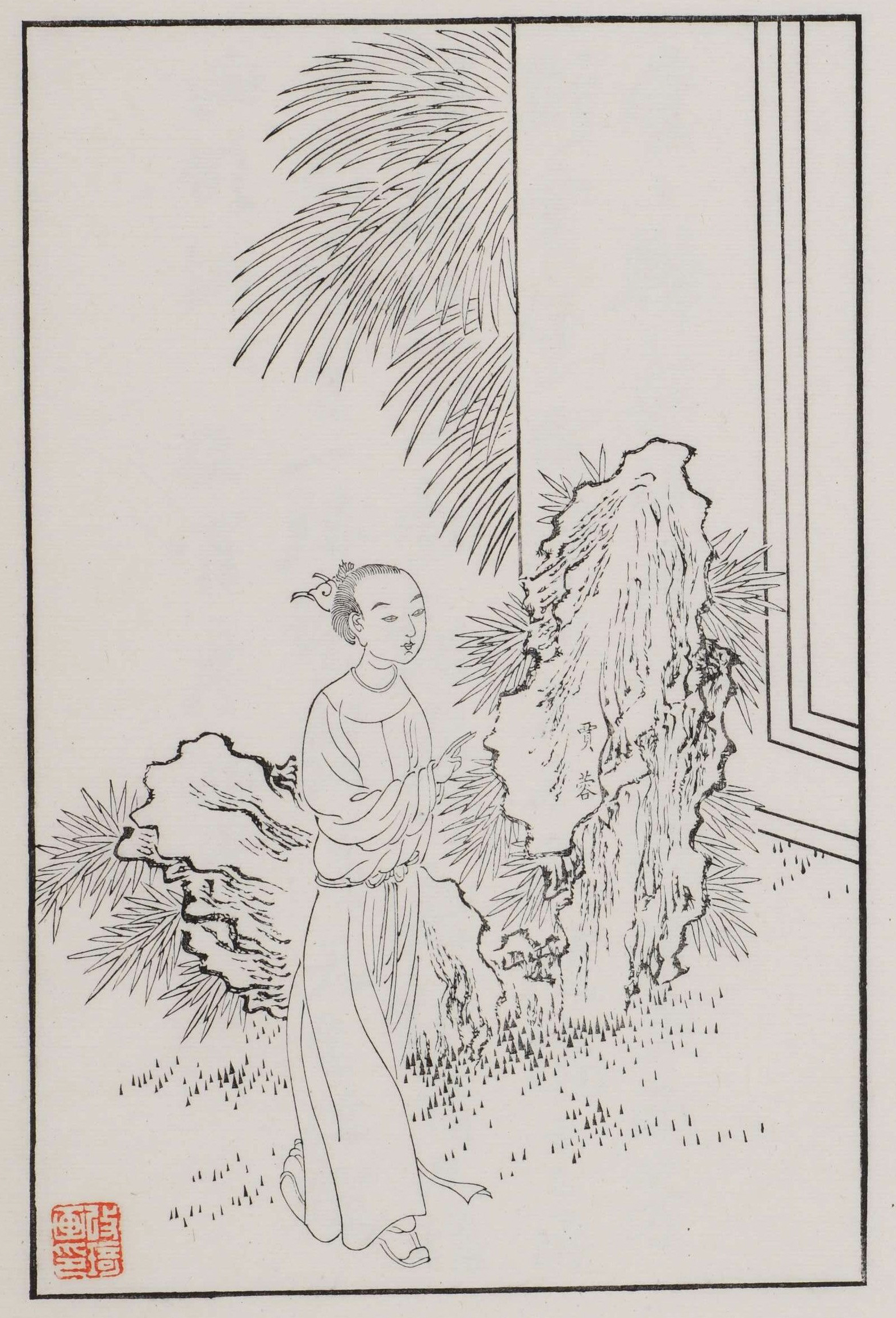
贾蓉,【清】改琦绘

贾蓉，《红楼梦》人物，贾珍之子，面目清秀，细挑身材。他帮助王熙凤戏弄贾瑞。原为监生，其妻秦可卿死后，贾珍花费一千两银子给他捐了个五品龙禁尉。后来续娶许氏为妻。贾琏私娶尤二姐时，他想出了让贾琏偷娶尤二姐并来府外安置的主意。贾府被抄家（第105回），他亦被羁押。